# Румунска православна црква Светог Великомученика Димитрија
Румунска православна црква Светог Великомученика Димитрија (рум. Biserica ortodoxă română „Sfântul Dimitrie” din Sărcia) је румунска православна црква која се налази у селу Сутјеска у општини Сечањ, на удаљености од око 18 км од границе Србије са Румунијом.
Основана је 1896. године, а канонски припада епархији Дакија Феликс Румунске православне цркве.

## Историјат

### Стара црква
Територија села Сутјеска била је насељена још од римског доба, о чему сведоче археолошка открића. Прва документарна потврда о селу Сутјеска датира из 1333. године, према историчару Феликсу Милекеру.  Село се првобитно звало Зорука, а касније Шарчателек. Прво огњиште Румуна било је у месту званом Шабова, у близини села Шурјан, на удаљености од око 25 км од данашњег места села. Неки документи пронађени у архиви епархије Темишварске потврђују да су 1766. године села Шарциа и Шуријн имала заједничку православну парохију, укључену у архиепископију Чакова. Службе су биле у изнајмљеној кући, где су служили свештеници Симион Адамовић из Избишта и Никодин Лаушевић из Шурјана.
Румуни су се доселили око 1780. године у место звано Малаиште и населили се у перооду  1784—1786. године на садашњем месту села на десној обали Тамиша, а 1785. године је већ постојао свештеник по имену Јоан. Године 1801-1803. у село је насељено 67 немачких породица, које су овде живеле до Другог светског рата.
На данашњем месту села подигнута је 1794. године црква брвнара покривена трском, коју је 1796. године освештао српски свештеник Филип Стефановић из Кикинде. Звоно мале цркве постављено је на дрвену столицу испред цркве. Свештеници Григорије Петровић (око 1790-1796), Јанку Траиловић (око 1798-1818) и Андреј Бугариу (око 1800-1815) су овде служили сами или на смену. Свештеник Павел Мартиновић (1794-1855) био је парох цркве у периоду 1818—1852, а наследио га је његов зет, свештеник Марко Несторовић (1823-1863), пореклом из Темишвара, који је у почетку био капелан, а затим парох (1852-1863) и прерано је умро у 40. години. За њим је дошао свештеник Павел Кондан (1819-1882), родом из села, који је овде службовао у периоду 1872—1882, а после његове смрти 25. априла 1882. године наследио га је Љубомир Несторовић (1848-1914), син бившег пароха Марка Несторовића, који је био парох у периоду 1882—1906. У лето 1894. године стара црква је изгорела у пожару, који је захватио две улице села. Парохија Сутсјека је у то време била део епархије арадске.

### Садашња црква
На месту старе цркве 1896. године подигнута је нова црква, посвећена Светом великомученику Димитрију (према оригиналном натпису који је сачуван), по пројекту инжењера Павла Розвана из Румуније и прилозима верника из села. Освећење цркве обављено је 29. јуна 1896. године, а служио је епископ арадски Јоан Мећану, уз саслужење савета свештеника, укључујући протосинђела Августина Хамсеа и протопрезвитера Павла Миулескуа и Игнатие Папа (будућег епископ арадски у периоду 1902-1925). Парох није могао да учествује у освећењу због чињенице да је боловао од тешке болести. У освећењеу учествовао је велики број верника из суседних места.  Посебан допринос је имао свештеник Павле Темпеа из Торака.
Објекат има следеће димензије: унутрашња дужина - 18,5 м, унутрашња ширина - 9 м, дебљина зида - 1 м, унутрашња висина 7,8 м и висина торња - 36 м. За разлику од старе цркве која је имала само једно звоно, садашња црква има три звона која је израдила ливница иза Темишвара и купила парохија Сутјеска 1890. године. Два звона (велико и средње) су аустроугарске власти заплениле током Првог светског рата, али су 1929. године купљена још два звона од мариборске ливнице. Велико звоно је тешко 1.000 кг, средње звоно 600 кг и мало звоно 35 кг. На великом и средњем звону налази се следећи натпис: „Ово звоно је изливено године Христове 1929. године за цркву у Сутјесци, посвећену Светом Великомученику Димитрију, за добро Божије и за верне хришћане“. На малом звону се налази следећи натпис: „Купљено од трошкова цркве Г. Р., 1890. године.“
Свештеник Љубомир Несторовић је умро 16/29. новембра 1914. године, а после његове смрти јереј Герасим Андру (1890-1957), пореклом из свештеничке породице из села Чичау. Свештеник Герасим Андру је служио као парох у Сутјесци више од 40 година. Подржавао је културни и духовни живот села: набављао је књиге и часописе на румунском језику са којима је формирао богату библиотеку, стављајући своје књиге на располагање ученицима и студентима, а позивао је сељане да шаљу своју децу у школу у Вршац. За време његовог службовања, парохију у селу Сутсјека посетио је 2. новембра 1928. године епископ арадски Григорије Комша, који је дочекан са дувачким оркестром и коњаницима у типичној банатској ношњи, одржао службу у цркви и учествовао је на банкету. Свештеник Андру је преминуо 26. марта 1957. године и сахрањен је на румунском гробљу у Сутјесци.
Румунија је до 1941. финансирала и румунску мешовиту основну школу (документовано потврђену 1848. године) и румунску цркву у Сутјесци, као културне циљеве румунске заједнице у Србији. Етнички састав села се променио пред крај Другог светског рата: Немци су протерани, а на њихово место доведено је око 300 породица Срба. Село је 1947. године добило нови назив Сутјеска. Од 2002. године српски православни верници су у селу подигли своју цркву посвећену „Вазнесењу Господњем“, која је освећена 19. априла 2015. године.
После смрти пароха Герасима Андруа, верске службе у цркви у Сутјесци неко време су служили свештеници из суседних градова. Парохија Сутјеска је тада имала два свештеника који су једно време боравили у селу : Бујорел Лупсици (1962-1965), родом из Делиблата и Октавијан Паута (1965-1967), родом из Куштиља, након чега је дужност парохије остала упражњена четири године, до 1971. године.
Свештеник Ромолус Јоћа, рођен 1947. године у Великом Жаму, био је парох у периоду 1971-1977. године, након чега је и отишао, а богослужење је до 1979. године служио јереј Јоан Сфера.  За њим је дошао јереј Константин Суру (1979-1983), пореклом из Страже, а од 1983. године више није био свештеник у селу. Од тада су у цркви у Сутјесци служили свештеници Петру Маран и Луциан Попа, затим од 2006. протојереј Петру Драгхицесцу и свештеник Габриел Банду, а касније свештеник Кристијан Попи.
У оквиру цркве су функционисали хор (између 1891-2003) и библиотека (која је основана 1921. године и имала преко 400 читалаца 1924. године). У октобру 2012. године, на иницијативу свештеника Петра Бербентија из парохије „Свети Петар и Павле“, отворена је нова парохијска библиотека на румунском језику.
Дана 18. августа 1996. године, поводом 100 година од освећења садашње богомоље, испред цркве је постављена троита висине преко 4 м, који је израдио народни мајстор, а освештана је од стране викара Моисе Ијанеса Теодора Барсана, а поклонило га је друштво „Аврам Јанку“ из Румуније. Троита садржи плочу са следећим натписом: „Ову троиту је поклонило С.Ц.П. Румунској православној цркви у Сутјесци друштво Аврам Јанку из Румуније и освећена је 18. 8 .1996“.
Почев од 2001. године извршен је низ радова на поправци и обнови цркве који су се одвијали по етапама и завршени су 2017. године. Замена намештаја извршена је како од прилога парохијана, тако и од донација других румунских парохија; тако је парохија из Бокше цркви поклонила лустер. Након што су радови на реновирању завршени, цркву у Сутјесци је 5. фебруара 2017. године поново осветио епископ Данил Стоенеску, уз саслужење свештенства румунске православне цркве из других места у Србији и уз присуство званичника Србије и Румуније, укључујући и румунског конзула из Вршца.
Цркву је од 2001. године посећивао епископ Данил Стоенеску који је током свог службовања неколико пута пролазио кроз Сутјеску, укључујући август 2012. и фебруар 2017. године.
Иконостас је израђен од дрвета и садржи иконе које је сликао Ђорђе Поповић из Зрењанинa, шегрт мајстора Димитрија Поповића. Мурал у цркви је направљен седамдесетих година 20. века.
У баштину цркве спадају путир и кадионица из 18. века из старе цркве, неке иконе у народном стилу из 18. века, такође из старе цркве, и иконе сликане 1836. године, са донаторским натписима на румунском језику.